# Getcha Back
«Getcha Back» es una canción escrita por Mike Love y Terry Melcher, y grabada por el grupo The Beach Boys.

## Sencillo
La canción fue editada en sencillo en mayo de 1985, siendo el primer corte editado después de la trágica muerte de Dennis Wilson, alcanzó el puesto n.º 26 en los Estados Unidos, el n.º 97 en el Reino Unido y el n.º 81 en Australia. Esta canción revive el estilo de los viejos éxitos del grupo.

## Publicaciones
Es la canción apertura del álbum de estudio THE BEACH BOYS de 1985, fue complada rápidamente en Made in U.S.A. de 1986, luego en Good Vibrations: Thirty Years of The Beach Boys de 1993, en The Greatest Hits - Volume 3: Best of the Brother Years 1970-1986 de 2000 y en Sounds of Summer: The Very Best of The Beach Boys de 2003.

## Video musical y películas
El video musical de "Getcha Back" fue dirigido por Dominic Orlando, y filmado en la localidad de Malibú en Venice, California.
Mark McGrath quién es el cantante del grupo Sugar Ray, grabó su versión de esta canción para la película Herbie: Fully Loaded, una película de Walt Disney Pictures  de 2005. Esta versión aparece al principio, en una carrera.

## Créditos
The Beach Boys
- Brian Wilson - voz principal
- Mike Love - voz principal
- Carl Wilson - vocal
- Al Jardine - vocal
- Bruce Johnston - vocal

Músicos de sesión
- John Alder - guitarra
- Graham Broad - percusión
- Steve Grainger - saxofón barítono
- Steve Levine - sintetizador
- Julian Lindsay - teclados
- Terry Melcher - teclados